# NC-82
El NC-82 (Neumático Canadiense 1982) es el quinto modelo de tren sobre neumáticos del Metro de la Ciudad de México, fabricado por Bombardier Transportation en Canadá. En total son 20 trenes cada uno formados con nueve coches y circulan por las Líneas 6 y 9. Su diseño y construcción es muy similar tanto en interiores como en exteriores al modelo NM-79 de Concarril.
Llegaron a México en 1987, se retrasó su llegada debido a que se estaban incorporando a la red los trenes MP-82 de Alstom.
Estos trenes comenzaron a circular en la Línea 2 junto con algunos MP-68 y algunos MP-82 que acababan de incorporarse.
En 1995 en la estación Ermita de la línea 2 un tren de este modelo sufrió un accidente al impactarse contra un NM-83 que estaba detenido en la estación debido a la lluvia de ese momento, los trenes no sufrieron daños severos, fueron reconstruidos y sin problemas siguieron brindando servicio. 
Algunos NC-82 poseen un sonido de cierre de puertas diferente a los demás. A los trenes con este defecto, se les conoce como "borrachos" debido al sonido del tono monofónico distorsionado.
A principios de 2004 con la llegada de los trenes NM-02 fueron sustituidos y movidos a la Línea 5 donde permanecieron hasta 2008, cuando fueron movidos a la Línea 9 en donde circulan actualmente.
A mediados de 2022 tras el cierre de la línea 1 por modernización, 5 ejemplares han dado servicio en la línea 6, provenientes de la línea 9, para atender la afluencia creciente de la primera.

## Características
- Ancho de vía Ruedas de seguridad: 1,435 mm
- Ancho de vía de las llantas de tracción: 1,993 mm
- Voltaje usado por el Tren: 750 VCD
- Sistema de tracción: Chopper
- Sistema de pilotaje automático: Analógico PA135
- Sistema de aviso de cierre de puertas: Tono Monofónico (en ciertos trenes de este modelo el tono puede variar pero sigue siendo un tono monofónico)
- Sistema de Ventilación: Dispone de rejillas de ventilación y ventiladores en el techo
- Diseño de Puertas:
- Fabricantes: Bombardier
- Procedencia:  Canadá
- Series Motrices: M0318 al M0357
- Interiores: Asientos Color Verde y acabados interiores en Blanco y con la rehabilitación Asientos de color rojo y acabados en color amarillo.
- Monocoup: Campana eléctrica
- Pintura de la carrocería: Naranja y con la rehabilitación naranja con franjas de color verde.

## Líneas asignadas
- Línea  (1986-2006)
- Línea  (2006-2010)
- Línea  (2005-2008 y 2010)
- Línea  (Desde 2022)
- Línea  (Desde 2008)

## Material rodante
El material rodante está compuesto de la siguiente manera:
| Modelo | Motrices | Línea | Línea de procedencia | Comentarios |  |
| ------ | -------- | ----- | -------------------- | ----------- |  |
| NC-82  | 318/319  |       |                      |             |  |
| NC-82  | 320/321  |       |                      |             |  |
| NC-82  | 322/323  |       |                      |             |  |
| NC-82  | 327/329  |       |                      |             |  |
| NC-82  | 330/331  |       |                      |             |  |
| NC-82  | 332/333  |       |                      |             |  |
| NC-82  | 334/335  |       |                      |             |  |
| NC-82  | 336/337  |       |                      |             |  |
| NC-82  | 338/339  |       |                      |             |  |
| NC-82  | 340/341  |       |                      |             |  |
| NC-82  | 342/353  |       |                      |             |  |
| NC-82  | 343/346  |       |                      |             |  |
| NC-82  | 345/348  |       |                      |             |  |
| NC-82  | 355/356  |       |                      |             |  |